# Hafnium-wolfraamdatering
Hafnium-wolfraamdatering is een methode van radiometrische datering. De methode is gebaseerd op verval van de radio-isotoop hafnium-182 naar de stabiele isotoop wolfraam-182. Ze wordt vooral gebruikt in de astrofysica en planetologie om de mate van planetaire differentiatie en herkomst van meteorieten te bepalen. 
Anders dan de meeste methodes voor radiometrische datering meet men bij hafnium-wolfraamdatering slechts isotopen van wolfraam. Het gaat daarbij om 182W en het niet door verval geproduceerde, stabiele 183W. Het verval van 182Hf naar 182W heeft een halfwaardetijd van ongeveer 9 miljoen jaar. Met die snelheid van verval is het primordiale (bij de vorming van het Zonnestelsel aanwezige) 182W vrijwel helemaal verdwenen. Men neemt aan dat de initiële verhouding 182W/183W overal in de Zonnenevel gelijk was. Alle gemeten verschillen moeten dan veroorzaakt zijn door latere fractionering van isotopen.
Bij de vorming van planeten treedt differentiatie op: als een planetesimaal groot genoeg groeit worden elementen herverdeeld tussen een kern en een mantel. Siderofiele elementen als wolfraam trekken naar de kern. Hafnium is echter een lithofiel element dat in de mantel van het object achterblijft. Dit geeft een manier om het moment waarop de isotopen gescheiden werden - en daarmee de groei van de planetesimaal - te bepalen. Een siderofiele kern van een object waarin de differentiatie lang geleden begon was snel van alle hafnium gezuiverd. Daarom was er weinig tijd voor de vorming van radiogeen wolfraam en heeft deze kern een lage verhouding 182W/183W. Als de kern lang nodig had om te groeien (omdat de planetesimaal kleiner bleef) is meer radiogeen wolfraam geproduceerd en zal de kern een hogere verhouding 182W/183W hebben. Voor de mantels van planetesimalen geldt het omgekeerde. Daarin wijst een hoge verhouding 182W/183W juist op snelle differentiatie.
Met de hafnium-wolfraammethode is onder andere de herkomst van ijzermeteorieten bepaald. Wegens hun lage verhouding 182W/183W is duidelijk dat dit brokstukken uit de kern van gedifferentieerde planetesimalen zijn. Ook is de methode gebruikt om de snelheid van de differentiatie in de Aarde te bepalen. De lage verhouding 182W/183W in magma afkomstig uit de aardmantel wijst erop dat de Aarde al zeer vroeg na vorming (in ongeveer 10-30 miljoen jaar een siderofiele kern kreeg.